# Naturschutzgebiet Vockemicke und Konzemanns-Wäldchen
Das Naturschutzgebiet Vockemicke und Konzemanns-Wäldchen mit 53,43 ha Flächengröße liegt westlich bis nördlich von Rehringhausen und im Kreis Olpe. Das Gebiet wurde 2020 mit dem Landschaftsplan Landschaftsplan Nr. 5 Rothaarvorhöhen zwischen Olpe und Altenhundem durch den Kreistag des Kreises Olpe als Naturschutzgebiet (NSG) ausgewiesen.

## Beschreibung
Das Schutzgebiet umfasst das Ahetal zwischen Stachelau und Rehringhausen, das Vockemicke-Talsystem und Konzemanns-Wäldchen. Bei Konzemanns-Wäldchen handelt es sich um Niederwald. Im Hainbuchenniedermischwald nördlich des Quellsiepens ist Seidelbast häufig. In den Niederwäldern war zum Zeitpunkt der Ausweisung noch eine Niederwaldnutzung vorhanden, so dass flächig vitale Niederwälder anzutreffen waren. In lichten Bereichen des Niederwaldes kommen Pflanzen von Magerrasen und Heiden vor.
Im NSG liegt eine 1,3 km langes Teilstück des Ahetal mit annähernd ebenem Talboden. Wobei das Schutzgebiet bis an die Bebauung von Stachelau und Rehringhausen geht. Bei Rehringhausen liegen großflächige Feucht- und Nassgrünlandbereiche im Ahetal. Lokal dominiert die Wald-Simse im Grünland des Ahetals. Kleinflächige nasse Bereiche weisen Mädesüß-Hochstaudenfluren auf. In die Ahe mündet das Vockemicke-Talsystem mit zwei naturnahen Bävchen. Die Bereiche des Vockemicke-Talsystems sind unverbaute, störungsarme Grünlandtäler mit zwei naturnahen Bächen. Die Quellsiepen liegen im Wald. Die Bäche entspringen in kleinen Quellmulden. Der obere Talraum des Vockemicke-Seitentales ist brach gefallen. Das untere Grünlandtal wird überwiegend extensiv beweidet. 
Zum NSG führt der Landschaftsplan auf: „Im engen Zusammenhang mit der ehemaligen Niederwaldnutzung stehen Meilerplatten, die sich als Zeugnisse der historischen Köhlerei entlang der Siepen erhalten haben.“

## Schutzzweck
Laut Landschaftsplan erfolgte die Ausweisung:
- „zur Erhaltung, Entwicklung und Wiederherstellung von Lebensstätten, Biotopen und Lebensgemeinschaften bestimmter wildlebender Tier- und Pflanzenarten, insbesondere von artenreichen Feucht- und Nassgrünland-Biotopen, naturnahen Quellsiepen und vitalen Niederwäldern mit Relikten einer Magerrasen- und Heidevegetation,“
- „aus wissenschaftlichen, naturgeschichtlichen und landeskundlichen Gründen, insbesondere zur Erhaltung der historischen Niederwälder und der Meilerplatten als Zeugnisse der historischen Köhlerei,“
- „wegen der Seltenheit, besonderen Eigenart und hervorragenden Schönheit des Gebietes,“
- „zur Sicherung als Kernfläche im Biotopverbund.“[1]

## Gebote
Für das NSG wurden sechs spezielle Gebote erlassen:
- „eine extensive landwirtschaftliche Nutzung der Grünlandstandorte (Mahd, Beweidung) zu gewährleisten,“
- „natürlicherweise vernässte Standorte zu erhalten und die Wiedervernässung auf entwässerten Standorten zu fördern,“
- „Gewässerrandstreifen als Pufferzone zum Schutz der Quellbäche anzulegen,“
- „Niederwald abschnittsweise auf den Stock setzen, um die kulturhistorische Waldnutzungsform zu erhalten und die Vielfalt von Tier- und Pflanzenarten zu stärken,“
- „die Meilerplatten zu erhalten und im Rahmen von forstlichen Maßnahmen zu berücksichtigen,“
- „Nadelholzbestockung, welche Biotoptypen nach § 30 BNatSchG i. V. m. § 42 LNatSchG gefährdet, oder Flächen einnimmt, die standörtlich günstige Bedingungen für die Entwicklung seltener Waldgesellschaften bieten, vorrangig in Waldbestände aus lebensraumtypischen Laubholzarten umzuwandeln (Festsetzung nach § 12 LNatSchG).“[1]